# Theophilus Cibber
Theophilus Cibber (Londres, 26 novembre 1703 - octobre 1758) est un acteur et auteur dramatique anglais, fils de Colley Cibber.
Il arrangea pour le théâtre plusieurs pièces de Shakespeare ; on a publié sous son nom les Vies des poètes anglais et irlandais, 1753, qui sont de Robert Shiels.